# Pont sur la Truyère (Entraygues)
Le pont d'Entraygues sur la Truyère est un pont situé en France sur la commune d'Entraygues-sur-Truyère, dans le département de l'Aveyron, en région Occitanie.
Il fait l'objet d'une protection au titre des monuments historiques.

## Localisation
Cet édifice franchit la Truyère dans la commune d'Entraygues-sur-Truyère, dans la moitié nord du département de l'Aveyron. C'est le dernier ouvrage franchissant la Truyère avant sa confluence avec le Lot.
Aujourd'hui réservé aux circulations douces, il était autrefois emprunté par la route nationale 120 (déclassée en route départementale 920), reliant Entraygues-sur-Truyère à Aurillac. Celle-ci emprunte désormais le barrage de Cambeyrac, 750 m en amont.

## Description
Le pont comporte quatre travées. De la rive gauche vers la rive droite, les ouvertures des arches mesurent : 15,33 – 16,75 – 14,20 - 12,70 m. Sa largeur est de 3,55 m.
L'amont est protégé par des avant-becs triangulaires et les arrière-becs sont rectangulaires. Les becs remontent jusqu'au parapet, formant au niveau de la chaussée des espaces de sécurité pour les piétons.

## Historique
L'archevêque de Bourges, Jean de Sully, autorise en 1269 la construction d'un pont sur la Truyère à Entraygues. Le pont est mis en service en l'an 1340. En 1388, pour protéger Entraygues des routiers, « le comte d'Armagnac laisse couper le pont ».
En 1524, l'édifice fait l'objet de réparations et il est restauré en 1680.
Le pont est classé au titre des monuments historiques depuis le 16 septembre 1927.
Il fait l'objet d'une restauration complète entre 2017 et 2019. La circulation routière, qui avait déjà été limitée en 2010 au seul sens ouest-est, disparait totalement à cette occasion. Le pont est désormais équipé d'éclairages le rendant visible de nuit.

## Galerie

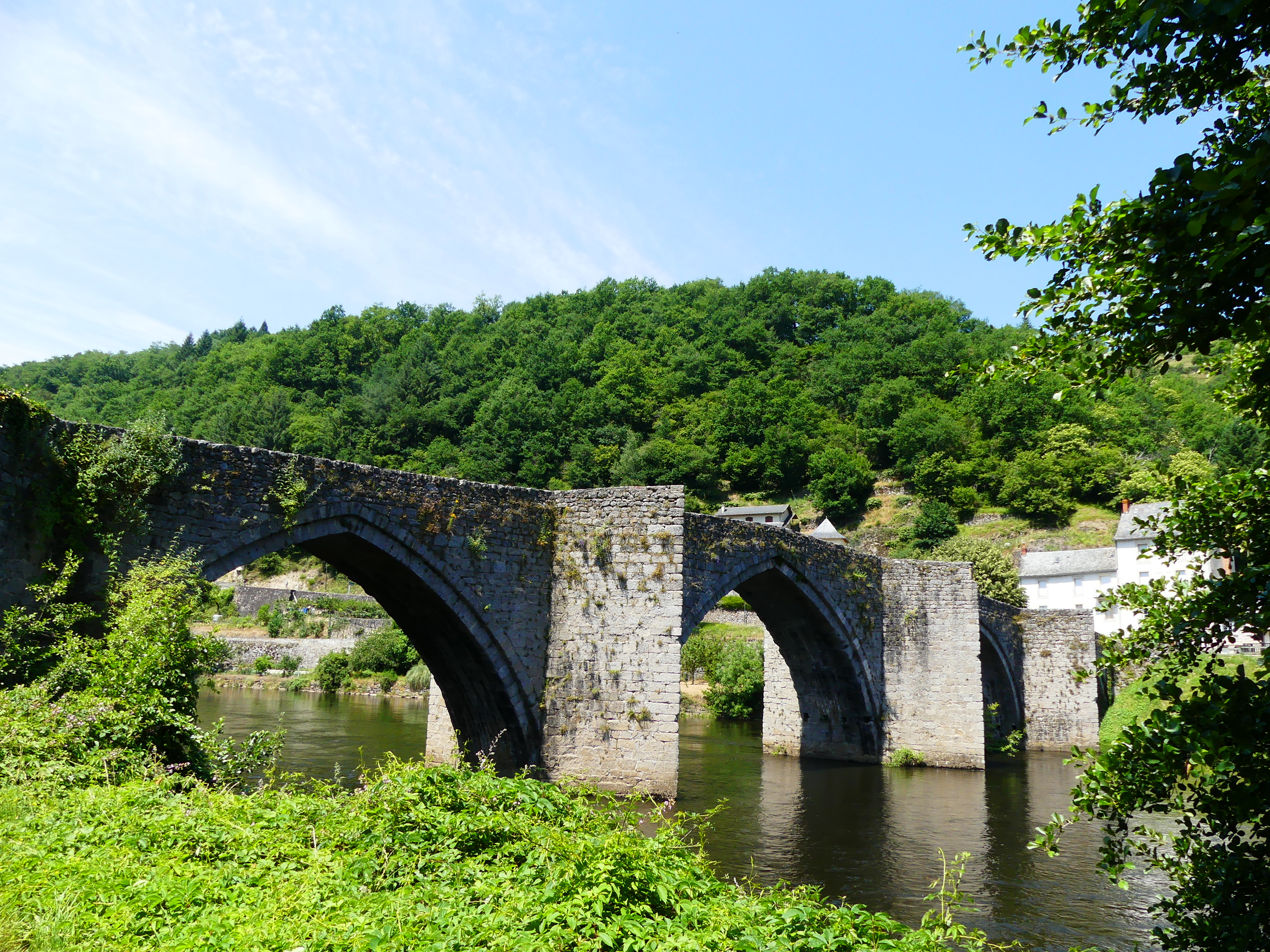
Les avant-becs triangulaires côté amont.
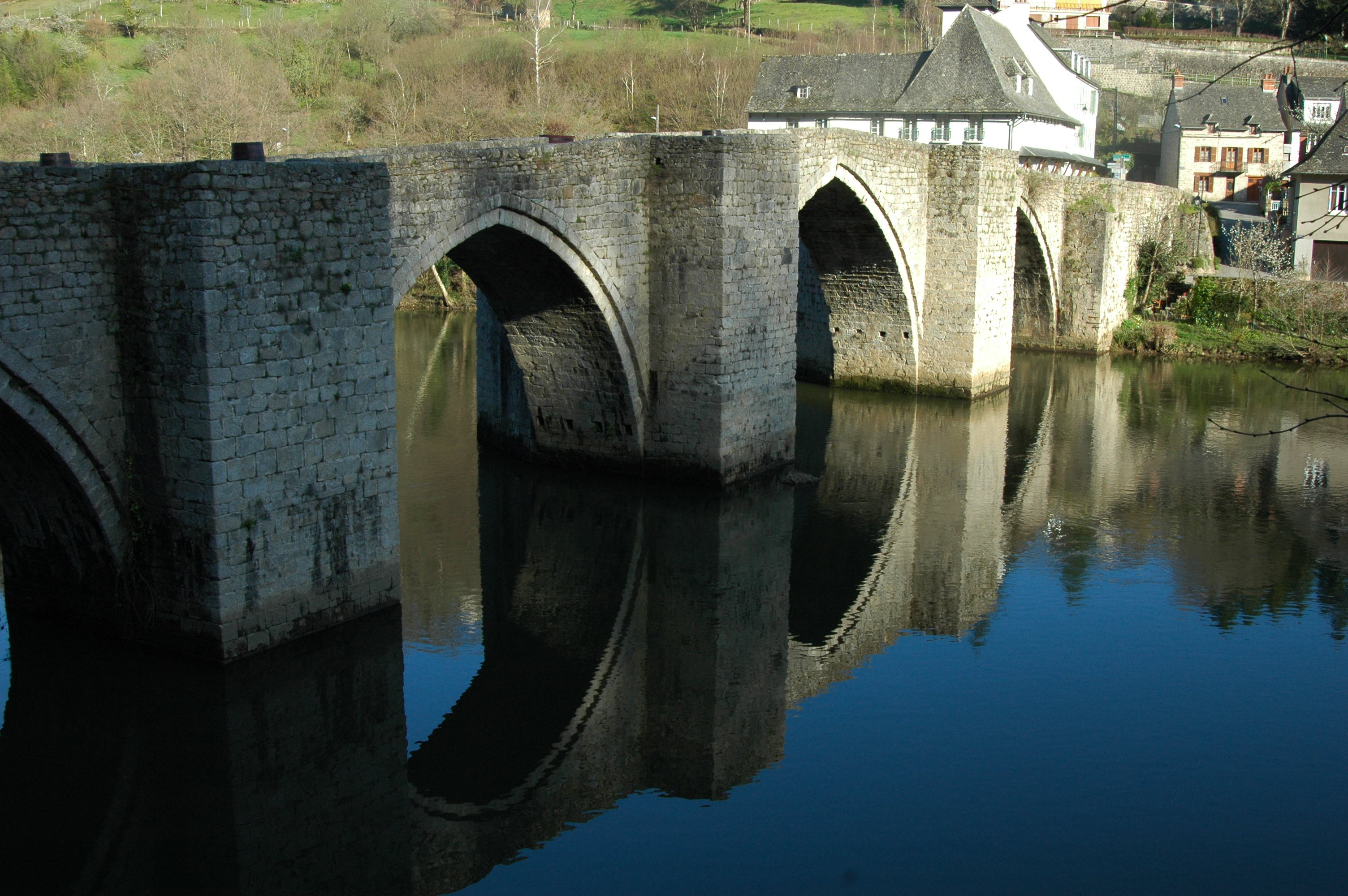
Les arrière-becs rectangulaires côté aval.
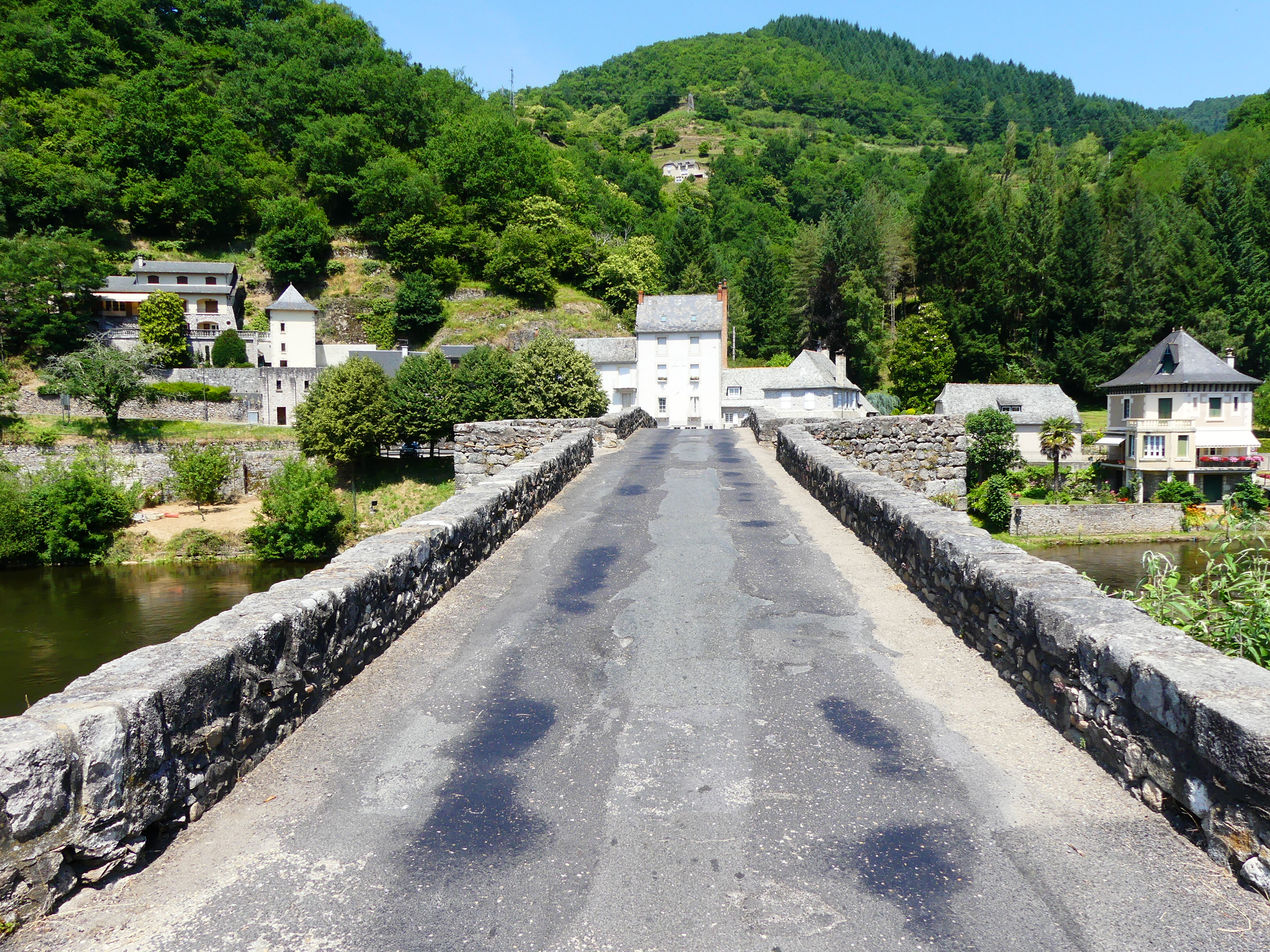
La chaussée depuis la rive gauche.
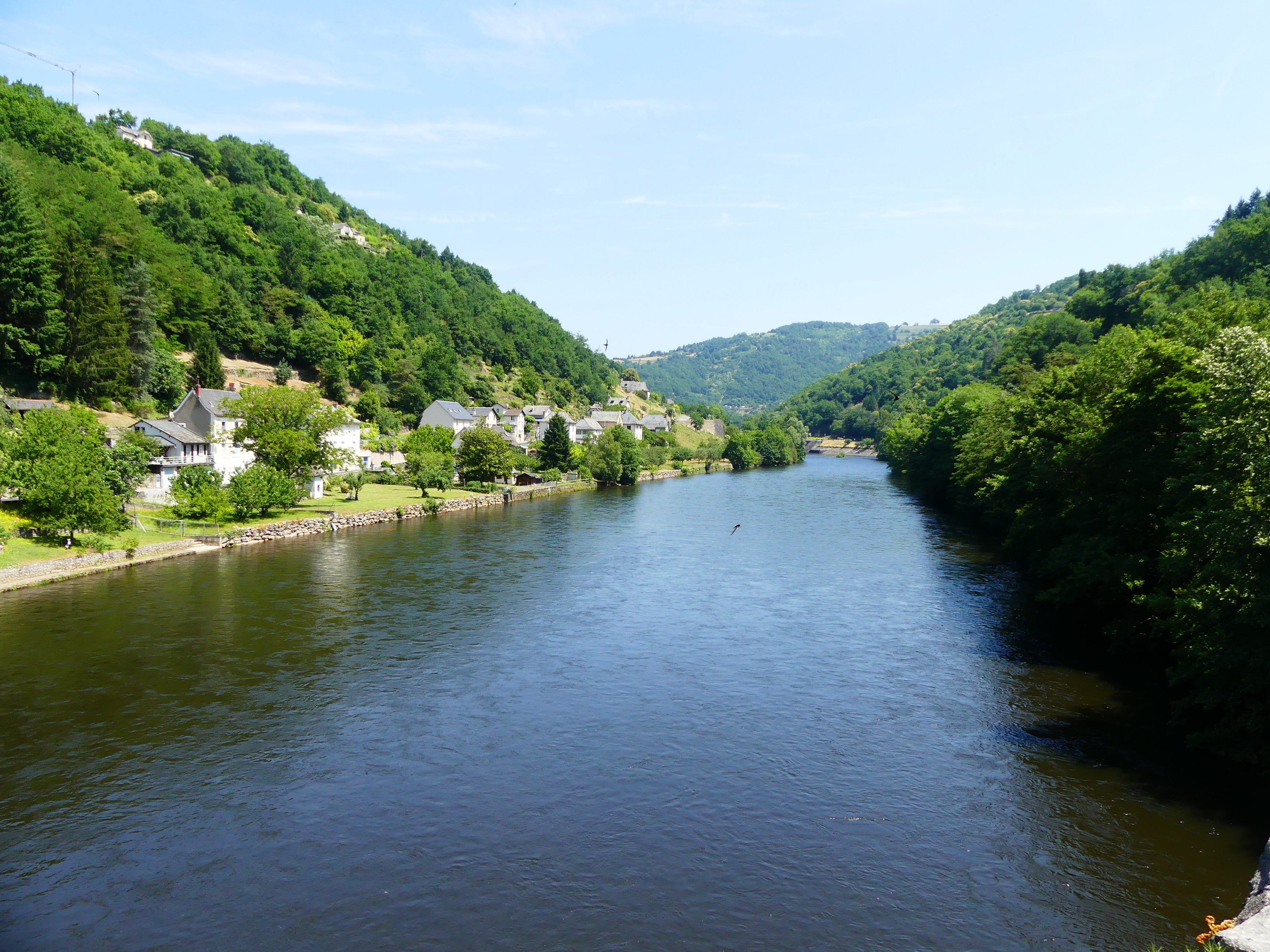
La Truyère vue depuis le pont, côté amont.
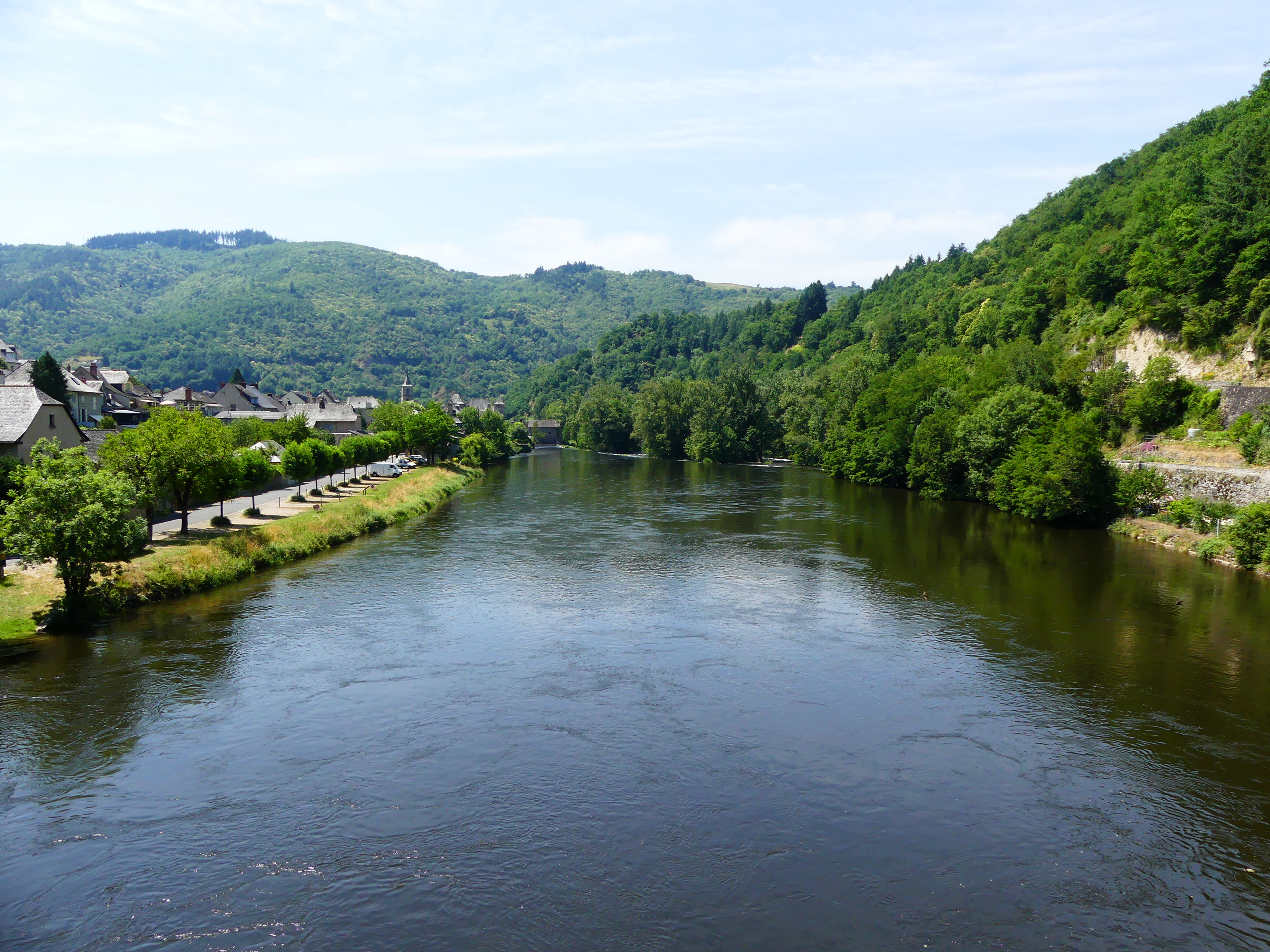
La Truyère vue depuis le pont, côté aval.